# Augustus Washington
Augustus Washington, né en 1820 ou 1821 et mort le 7 juin 1875, est un photographe américain qui émigra au Liberia. Il est l'un des rares daguerréotypistes afro-américains dont la carrière puisse être documentée.

## Biographie
Augustus Washington est né à Trenton dans le New Jersey. Son père était un ancien esclave. Sa mère venait pour sa part d'Asie du Sud. Il étudia d'abord à l'institut Oneida, à Whitestown dans l'État de New York, puis à la Kimball Union Academy avant d'intégrer Darmouth College en 1843. C'est lors de sa première année à Darmouth qu'il apprit à faire des daguerréotypes pour financer ses études. Sans grand succès puisqu'il fut forcer d'abandonner l'université en 1844, faute de moyens. Il emménagea alors à Hartford (Connecticut), où il devint instituteur dans une école destinée aux jeunes afro-américains. Il ouvrit un atelier de daguerréotypes en 1846. C'est à cette période qu'il établit le plus ancien portrait connu de l'abolitionniste John Brown.
Ses doutes concernant ses possibilités de s'élever dans la société américaine à cause de la couleur de sa peau le poussèrent à gagner le Liberia. Dans cette ancienne colonie, établie par l'American Colonization Society pour y installer des esclaves affranchis et devenue indépendante en 1847, Augustus Washington espèrait échapper au racisme qui freinait ses ambitions personnelles. En 1853, il s'installa dans la capitale Monrovia avec sa femme et ses deux enfants. Il ouvrit un nouveau studio de daguerréotypes et voyagea dans les pays voisins  (Sierra Leone, Gambie et Sénégal). Il abandonna son travail de photographe et se lança dans la culture de la canne à sucre puis dans une carrière politique qui le mena d'abord à la chambre des représentants puis au Sénat de son pays d'accueil. Il mourut à Monrovia en 1875.
Une partie de son travail de photographe est aujourd'hui conservée à la bibliothèque du Congrès

## Photographies

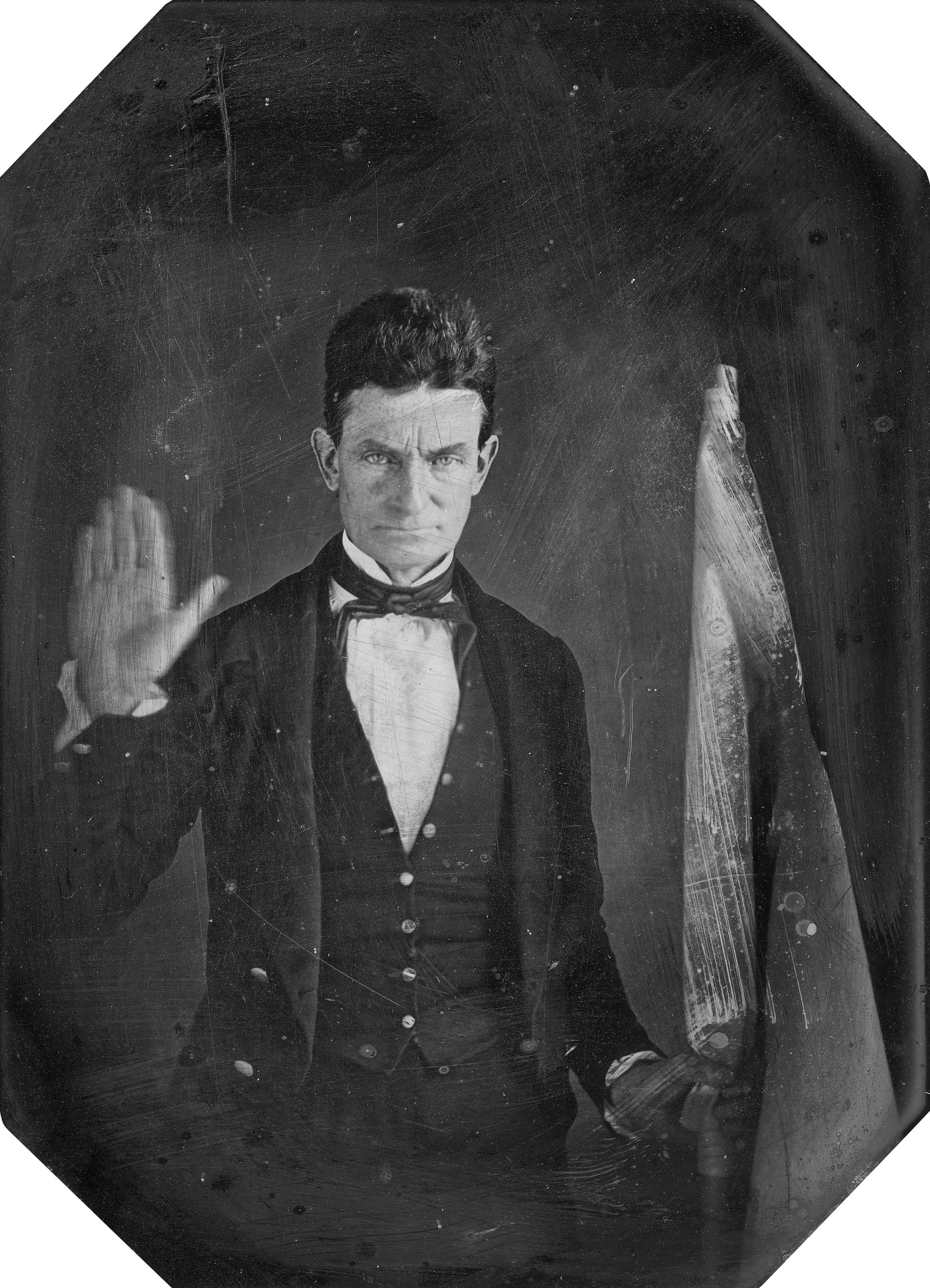
Portrait de l'abolitionniste John Brown.
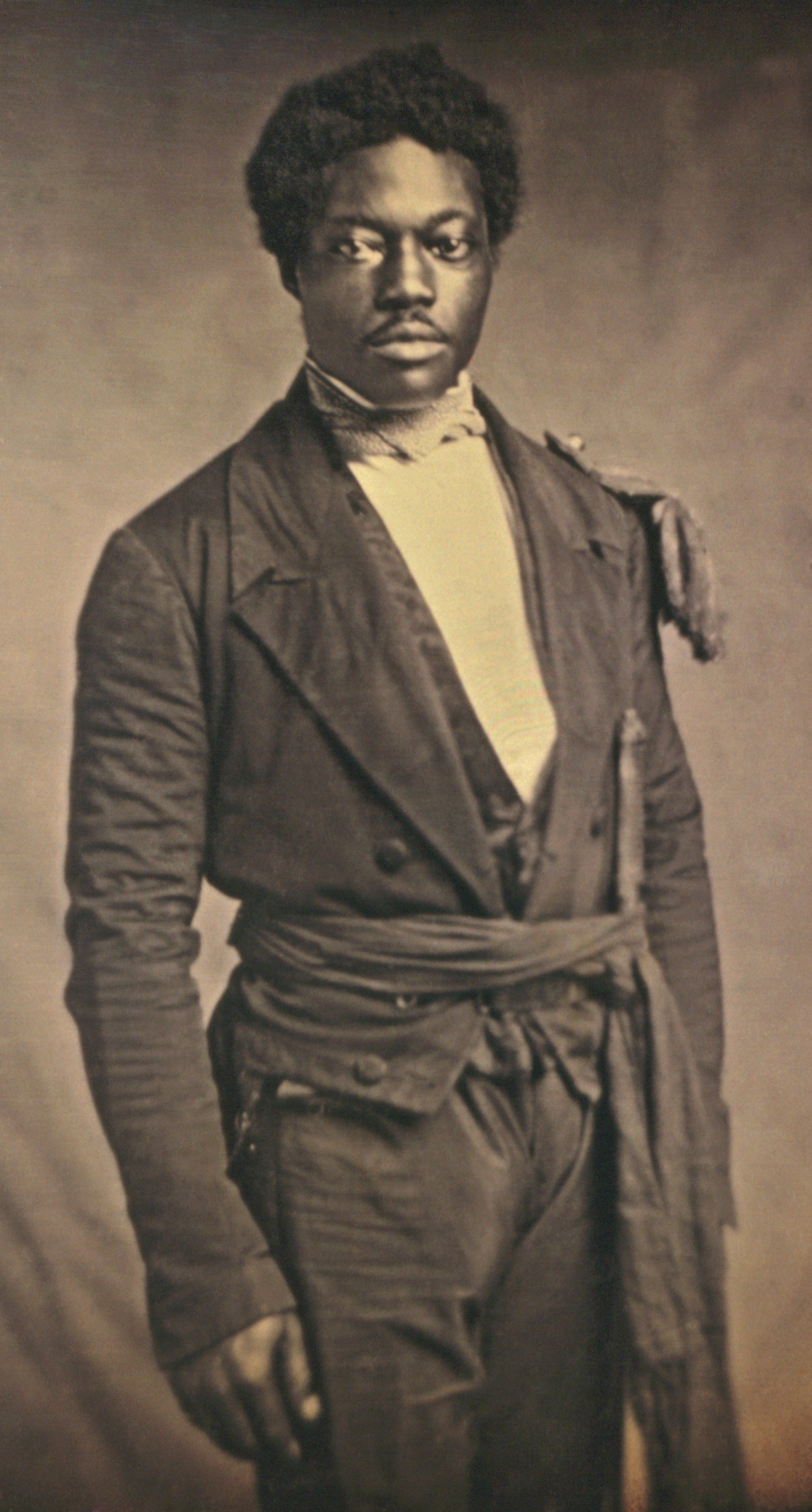
Portrait de Chancy Brown, sergent d'arme du Sénat du Liberia.
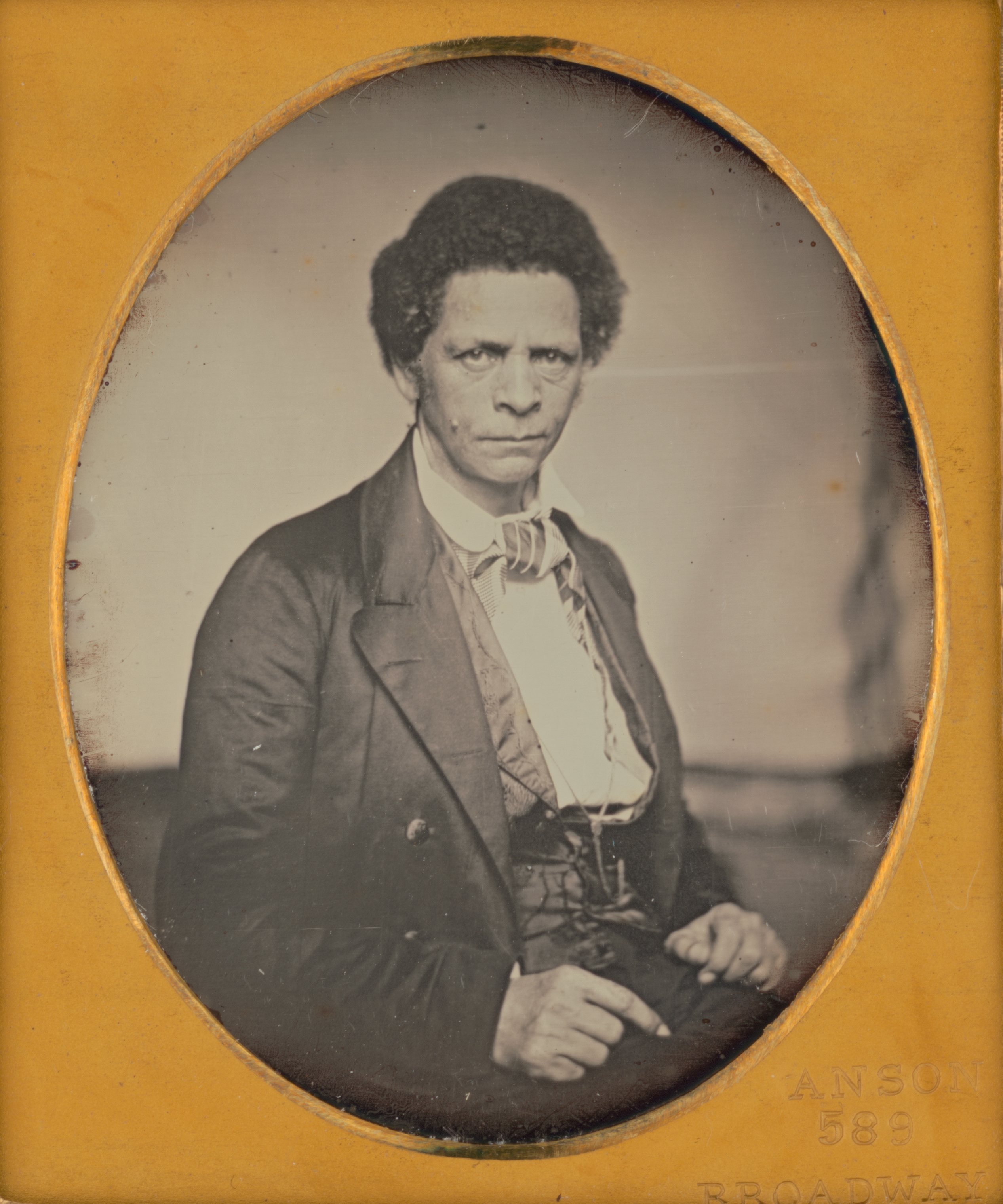
Portrait de Joseph Jenkins Roberts, le premier président  du Liberia.
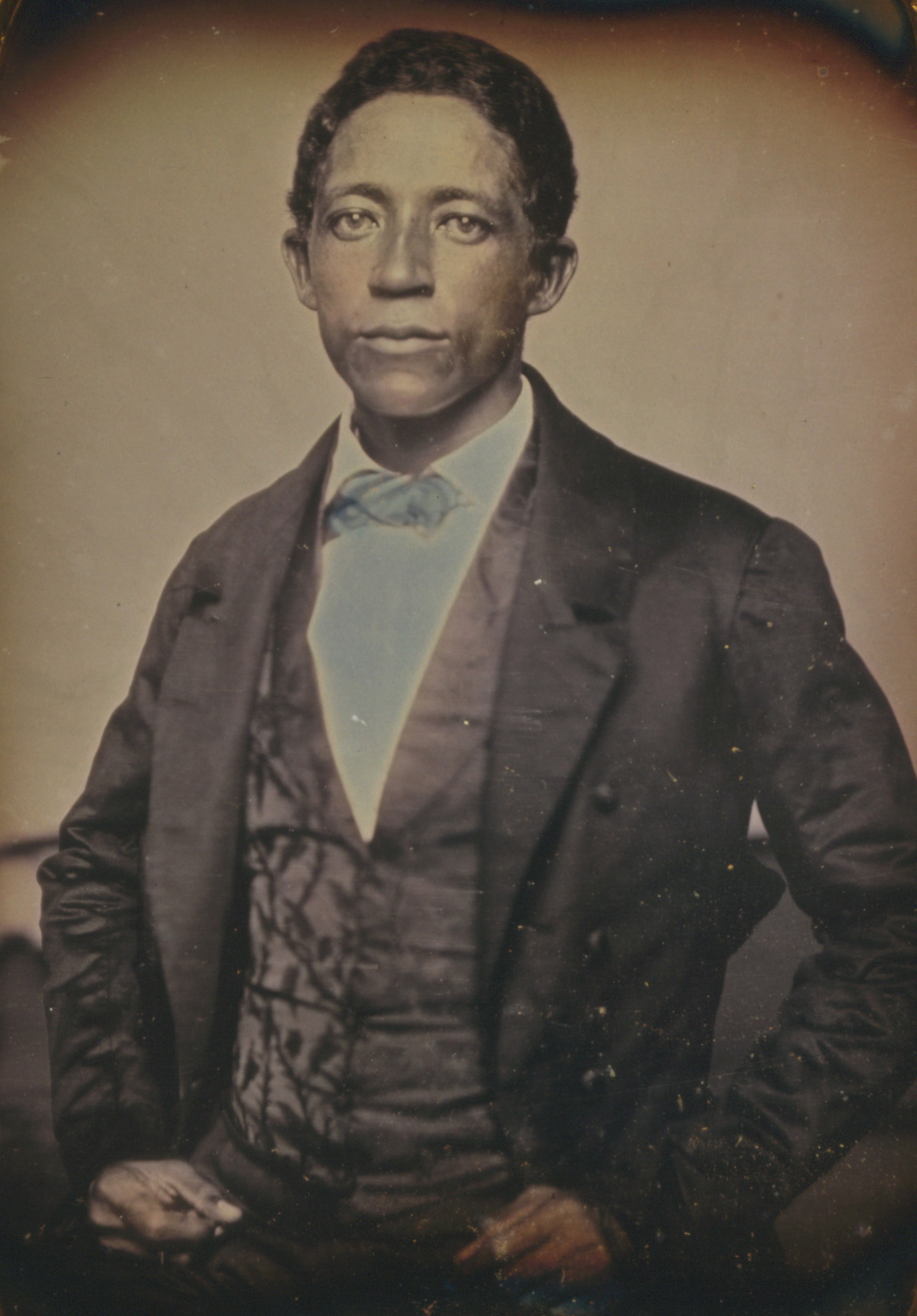
Portrait d'Urias McGill, un riche marchand de Monrovia.